# Hélène Carrère d'Encausse

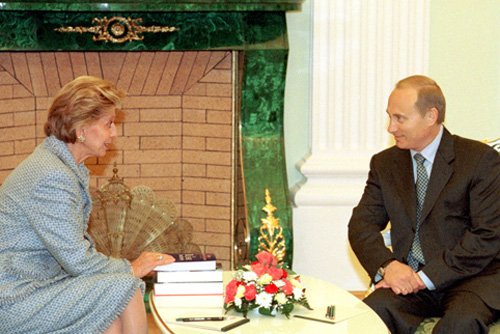
Hélène Carrère d'Encausse și Vladimir Putin.

Hélène Carrère d'Encausse, născută Hélène Zourabichvili, (n. 6 iulie 1929, Paris, Île-de-France, Franța – d. 5 august 2023, Paris, Métropole du Grand Paris, Franța) a fost o istorică franceză, membru de onoare al Academiei Române (din 2007).
Hélène Carrère d'Encausse a fost specialistă în istoria Rusiei, membră a Academiei Franceze din 1990 și, din 1999, secretar perpetuu al acestei instituții.